# Sân bay Sandefjord, Torp
Sân bay Sandefjord, Torp (tiếng Na Uy: Sandefjord lufthavn, Torp; IATA: TRF, ICAO: ENTO) là một sân bay quốc tế tọa lạc 4 hải lý (7,4 km; 4,6 mi) đông bắcSandefjord, Na Uy và có cự ly 110 kilômét (68 mi) về phía nam Oslo. Sân bay có đường băng dài 2.989 mét (9.806 ft) với hướng 18/36. Torp phục vụ một phần như sân bay khu vực cho Vestfold và một phần là sân bay cho hãng hàng không giá rẻ cho Đông Na Uy. Widerøe và Norwegian Air Shuttle có cơ sở tại Torp, với các tuyến bay nội địa và quốc tế. Cũng có các tuyến bay thường lệ của Ryanair, Wizzair.
Sân bay được xây dựng chủ yếu bằng nguồn vốn NATO là một trong những căn cứ để được sử dụng bởi Không quân Hoa Kỳ trong trường hợp xảy ra chiến tranh. Xây dựng bắt đầu vào năm 1953, sân bay này đã được khai trương vào ngày 02 tháng 7 năm 1956. Đến lúc đó thì quan tâm quân sự ở sân bay đã bị giảm sút. Các chuyến bay dân sự bắt đầu vào năm 1958 và năm 1960 một công ty sân bay thành phố được thành lập để chạy một lĩnh vực dân sự. Vestfoldfly bắt đầu hoạt động vào năm sau, và thông qua một loạt các thay đổi tên và mua lại đã trở thành cơ sở cho các hoạt động Wideröe tại Torp. Dịch vụ quốc tế bắt đầu vào năm 1985 và các tuyến bay thuê chuyến Địa Trung Hải vào năm 1992. Sân bay đã trải qua một sự mở rộng trong những năm 1960 và năm 1997 đã trở thành một điểm đến cho Ryanair, hãng tiếp thị nó nó như là một sân bay phục vụ Oslo.